# Bytów
Bytów (tyska: Bütow) är en stad i Pommerns vojvodskap i norra Polen.

## Historia
Orten grundades under medeltiden av Tyska orden och tillföll polsk-litauiska samväldet under 1400-talet. Efter Polens första delning 1773 övergick Bütow till Preussen, där den tillhörde regeringsområdet Köslin i provinsen Pommern. Efter Nazitysklands nederlag i andra världskriget hamnade orten öster om Oder-Neisse-linjen och tillföll Polen, varefter den tyska befolkningen fördrevs.